# Olympiade d'échecs de 2002

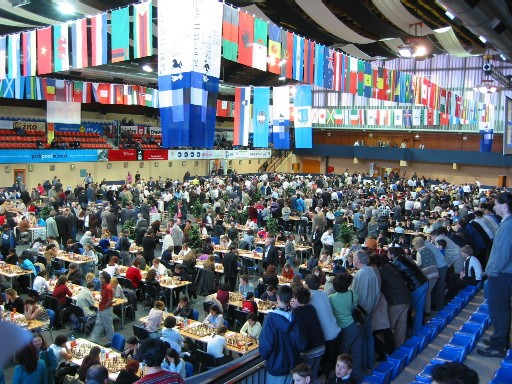
Olympiade d'échecs de 2002

L'Olympiade d'échecs de 2002 est une compétition mondiale par équipes et par pays organisée par la FIDE. Les pays s'affrontent sur 4 échiquiers par équipe de 6 joueurs (4 titulaires et 2 suppléants). Les équipes féminines ont 4 joueuses sur 3 échiquiers. 
Cette 35e Olympiade s'est déroulée du 25 octobre au 11 novembre 2002 à Bled, en Slovénie.
Les points ne sont pas attribués au regard des résultats des matches inter-nations, mais en fonction des résultats individuels sur chaque échiquier (un point par partie gagnée, un demi-point pour une nulle, zéro point pour une défaite).

## Tournoi masculin

### Contexte
Cette Olympiade réunit 132 nations, plus les équipes de Slovénie B et C.
La compétition se déroule en poule unique sur 14 rondes selon le système suisse.

### Résultats
| Classement final | Classement final | Points | Composition de l'équipe                                                                  |
| ---------------- | ---------------- | ------ | ---------------------------------------------------------------------------------------- |
| 1er              | Russie           | 38,5   | G. Kasparov, A. Grichtchouk, A. Khalifman, A. Morozevitch, P. Svidler, S. Roublevski.    |
| 2e               | Hongrie          | 37,5   | P. Lékó, J. Polgár, Z. Almási, Z. Gyimesi, R. Ruck, P. Ács.                              |
| 3e               | Arménie          | 35     | V. Akopian, S. Lputian, K. Asrian, G. Sargissian, A. Minassian, A. Anastasian.           |
| 4e               | Géorgie          | 34     | Z. Azmaiparashvili, Z. Sturua, M. Mtchedlichvili, B. Jobava, Z. Izoria, M. Gagounachvili |
| 5e               | Chine            | 33,5   | Ye Jiangchuan, Xu Jun, Zhang Zhong, Bu Xiangzhi, Ni Hua, Zhang Pengxiang                 |
| 6e               | Pays-Bas         | 33,5   | L. van Wely, I. Sokolov, S. Tiviakov, E. van den Doel, F. Nijboer, S. Ernst              |
| 7e               | Angleterre       | 33,5   | M. Adams, N. Short, J. Speelman, L. McShane, S. Conquest, J. Emms                        |
| 8e               | Slovaquie        | 33     | S. Movsessian, L. Ftacnik, G. Timochtchenko, J. Markoš, M. Manik et J. Plachetka         |
| 9e               | Israël           | 33     | B. Guelfand, Ilya Smirin, E. Sutovsky, L. Psakhis, B. Avroukh et A. Huzman               |
| 10e              | Yougoslavie      | 33     |                                                                                          |

À noter que pour son ultime participation à cette compétition, Kasparov réalise l'excellent score de 7,5 en 9 parties.

### Équipes francophones
La France se classe 24e avec 31,5 points, la Belgique est 44e avec 30,5 points.
- Pour la France : Bacrot, Dorfman, Andreï Sokolov, Degraeve, Bauer, Vaïsser.
- Pour la Belgique : Winants, Cekro, Dutreeuw, Van der Stricht, Geenen, Van Beers

## Tournoi féminin
90 nations sont inscrites auxquelles s'ajoute la Slovénie B. Cependant l'Afghanistan et la Tunisie font défection au dernier moment.
La compétition se déroule en poule unique sur 14 rondes selon le système suisse.
| Classement final |         |      |
| 1er              | Chine   | 29,5 |
| 2e               | Russie  | 29   |
| 3e               | Pologne | 28   |

La Chine (Zhu Chen, Xu Yuhua, Wang Pin, Zhao Xue) l'emporte une fois de plus et confirme sa domination sur les échecs féminins.
La France termine 24e avec 23 points.